# Friedenserzwingung
Friedenserzwingung (englisch peace enforcement) beziehungsweise eine friedenserzwingende Maßnahme ist eine mit Autorisierung der Vereinten Nationen geführte Mission unter Einsatz von Kriegswaffen, welche gemäß Kapitel VII der UN-Charta der Wahrung des Weltfriedens dienen soll.
Nach Artikel 42 der Charta der Vereinten Nationen waren dafür eigene Streitkräfte der Vereinten Nationen geplant. Die in Artikel 43 der Charta vorgesehenen Sonderabkommen sind jedoch nie abgeschlossen worden. So haben die Vereinten Nationen mit friedenserzwingenden Missionen nach Kapitel VII immer Mitgliedsstaaten beauftragt. Die UN können somit nicht eigenständig agieren, sondern sind auf die Unterstützung der Mitgliedstaaten angewiesen, die ihre Teilnahme an solchen Missionen von ihren eigenen Interessen abhängig machen.
Die Friedenserzwingung nach Kapitel VII der Charta der Vereinten Nationen unterscheidet sich von den anderen militärischen Einsätzen der Weltorganisation, der Friedensmission und der Beobachtermission, dadurch, dass eine Mission nach Kapitel VII der UN-Charta auch gegen den Willen des betroffenen Landes und der dort wirkenden Konfliktparteien durchgeführt werden kann. Weiterhin steht die Mission in der Verantwortung der beteiligten Staaten, die ihre eigenen Soldaten einsetzen – die UN stellen für diese Missionen keine Blauhelme.
Wie alle bewaffneten Einsätze der Vereinten Nationen setzt sie eine entsprechende Resolution des UN-Sicherheitsrates voraus, die Art, Umfang und Dauer des Einsatzes festlegt.
Folgende Friedenserzwingende Missionen gab es bisher:
- Koreakrieg von 1950 bis 1953
- Zweiter Golfkrieg um Kuwait 1990
- Beim Kosovokrieg von 1999 autorisierte der UN-Sicherheitsrat einzelne Militäraktionen von NATO-Staaten
- Beim Krieg in Afghanistan seit 2001 autorisierte der Sicherheitsrat den Aufbau der ISAF-Schutztruppe